# Hymedesmia plicata
Hymedesmia plicata är en svampdjursart som beskrevs av Topsent 1928. Hymedesmia plicata ingår i släktet Hymedesmia och familjen Hymedesmiidae. Inga underarter finns listade i Catalogue of Life.